# Sphaericus rotundicollis
Sphaericus rotundicollis là một loài bọ cánh cứng trong họ Ptinidae. Loài này được Israelson miêu tả khoa học năm 1980.